# Oormijt

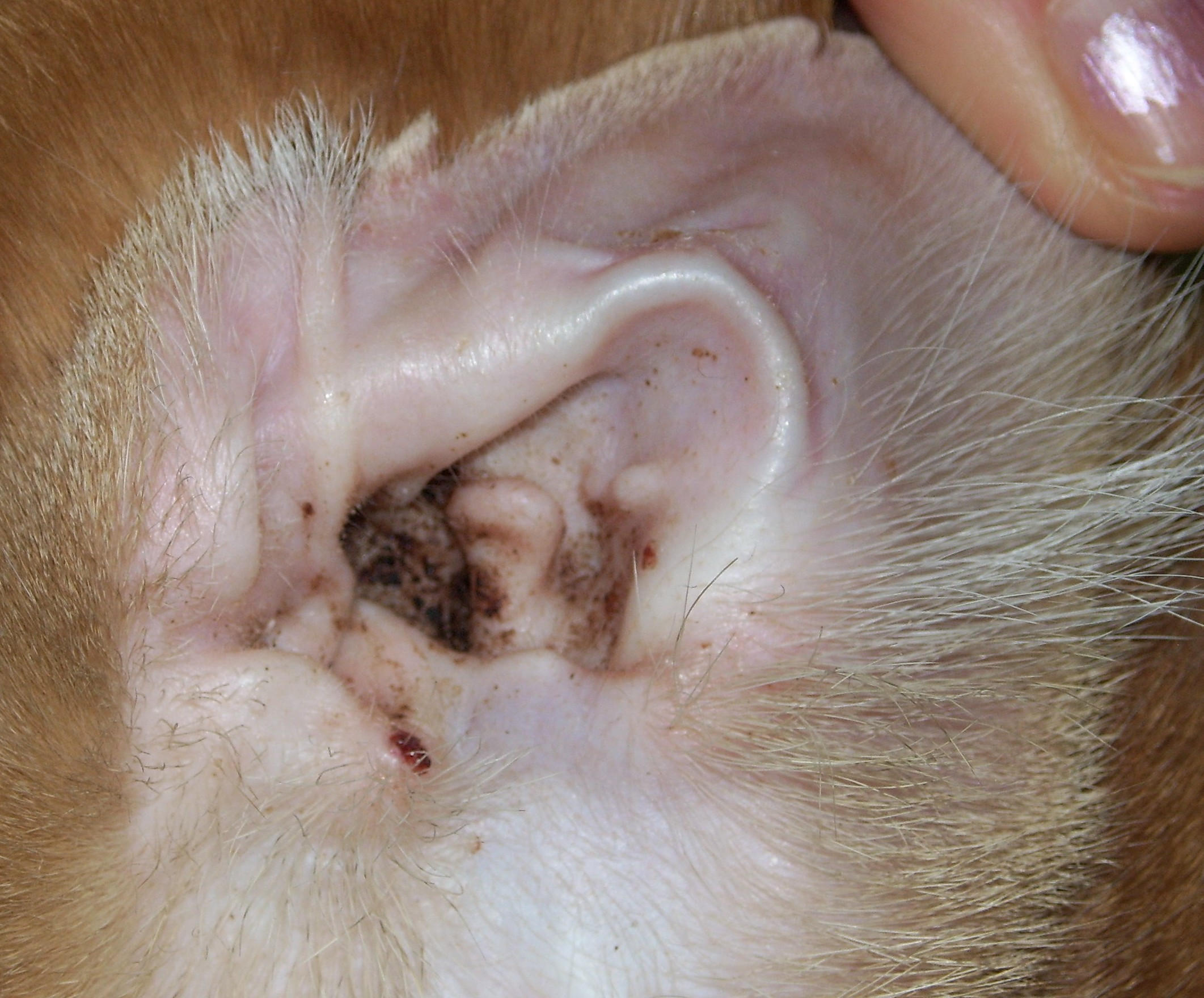
Oor van kat met oormijt

De oormijt (Otodectes cynotis) is een veel voorkomende parasiet bij katten. De oormijt kan verder voorkomen bij honden, vossen en de fret.
De oormijt leeft in het externe oorkanaal en de haren rond het oor. Bij een infestatie met de mijt produceert de gastheer een vrij typisch zwart-bruin cerumen.